# اسکالپتر
اسکالپتر (انگلیسی: Sculptor) شرکت خدمات مالی آمریکایی است، که در سال ۱۹۹۴ توسط دنیل اوچ تأسیس شد.